# Chorsu (Samarcanda)
Chorsu (in uzbeco Chorsu? e in russo Чорсу?) a Samarcanda, Uzbekistan, è un vecchio bazar a cupola, costruito nel XV secolo, ricostruito nel XVIII secolo. Si trova nei pressi del Registan, sul suo lato nord-est.
Il bazar principale si è già trasferito nel Bazar Siyob vicino alla Moschea Bibi-Khanym. Chorsu è stato recentemente trasformato in una galleria d'arte. "Chorsu" è una parola dalla lingua persiana, significa "crocevia".